# Боромлянський заказник
Боромлянський — ентомологічний заказник місцевого значення в Україні, об'єкт природно-заповідного фонду Сумської області.
Розташований на території Боромлянської сільської ради Тростянецького району поблизу с. Мозкове у лісовому фонді ДП «Тростянецький агролісгосп»: кв.16 (вид. 28-30).
Площа заказника 6 га, статус — з 22.12.1983 року. 
Територія заказника являє собою лучно-степову ділянку балки з лісосмугою, що впадає в заплаву р. Боромля. Охороняється місце проживання зникаючих комах-запилювачів та тварин, занесених до Європейського Червоного списку (деркач) та Бернської конвенції (канюк звичайний, плиска жовта та ін.).